# Dinamo Pietrozawodsk
Dinamo Pietrozawodsk (ros. Футбольный клуб «Динамо» Петрозаводск, Futbolnyj Kłub "Dinamo" Pietrozawodsk) – rosyjski klub piłkarski z siedzibą w Pietrozawodsku.

## Historia
Chronologia nazw:
- 1949—???: Dinamo Pietrozawodsk (ros. «Динамо» Петрозаводск)

Piłkarska drużyna Dinamo została założona w mieście Pietrozawodsk w 1949.
W latach 1949–1950, 1953–1954 uczestniczył w rozgrywkach Pucharu ZSRR.

## Sukcesy
- 1/32 finału w Pucharze ZSRR: 1949